# Toxomerus purus
Toxomerus purus är en tvåvingeart som först beskrevs av Charles Howard Curran 1930. Toxomerus purus ingår i släktet Toxomerus och familjen blomflugor.
Artens utbredningsområde är Panama. Inga underarter finns listade i Catalogue of Life.